# Stade des Antas
Le stade des Antas (en portugais : Estádio das Antas) est un stade portugais, ancien domicile du FC Porto.
Inauguré le 28 mai 1952, il est le troisième stade occupé par le FC Porto. Le club y dispute 1002 matches, jusqu'en 2003 et le déménagement du club au stade du Dragon.
En 2004, le stade, devenu inutile, est démoli.